# Сегонцано
Сегонцано, Сеґонцано (італ. Segonzano) — муніципалітет в Італії, у регіоні Трентіно-Альто-Адідже,  провінція Тренто.
Сегонцано розташоване на відстані близько 490 км на північ від Рима, 18 км на північний схід від Тренто.

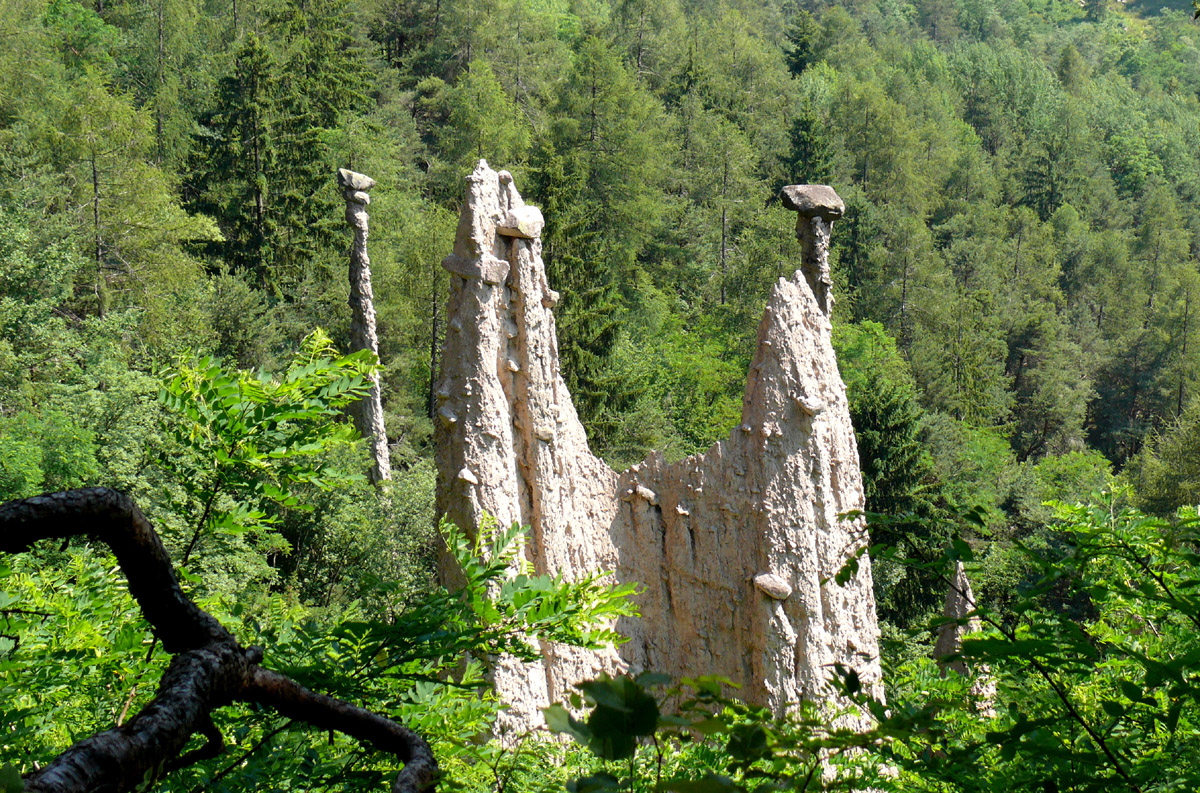

Населення — 1510 осіб (2014).
Покровитель — святий Варфоломій 24 agosto.

## Демографія
Населення за роками:

Станом на 1 січня 2023 року в муніципалітеті офіційно проживав 91 іноземець з 19 країн, серед них 20 громадян країн Євросоюзу та 3 громадяни України.

## Сусідні муніципалітети
- Базельга-ді-Піне
- Бедолло
- Чембра-Лізіньяго
- Альтавалле
- Лона-Лазес
- Совер